# Edwin Valero
Edwin Valero (ur. 3 marca 1981 w Bolero Alto, zm. 19 kwietnia 2010 w Valencia) – wenezuelski bokser, były zawodowy mistrz świata organizacji WBA w kategorii superpiórkowej (do 130 funtów) oraz organizacji WBC w kategorii lekkiej (do 135 funtów).

## Kariera amatorska
Zaczął boksować w wieku dwunastu lat. Jest trzykrotnym amatorskim mistrzem Wenezueli, a także mistrzem Centralnej i Południowej Ameryki. Jego bilans walk amatorskich wynosi 86 zwycięstw przy 6 porażkach.

## Kariera zawodowa
Pierwszą profesjonalną walkę stoczył w 2002. Jest rekordzistą pod względem liczby kolejnych walk kończonych nokautem w pierwszej rundzie. Zakończył w ten sposób swoje pierwsze 18 walk. Poprzedni rekord należał do Younga Otto, wynosił 15 walk i został ustanowiony w 1905.
5 sierpnia 2006, w swojej dwudziestej walce, Valero zmierzył się z Vicente Mosquerą. Stawką tego pojedynku było mistrzostwo świata organizacji WBA w kategorii superpiórkowej. Wenezuelczyk wygrał w dziesiątej rundzie przez techniczny nokaut. Mosquera był dodatkowo dwa razy liczony w pierwszej rundzie, natomiast Valero leżał na deskach w rundzie trzeciej (po raz pierwszy w swojej karierze).
W pierwszej obronie mistrzowskiego pasa Valero pokonał (znów przez techniczny nokaut w pierwszej rundzie) Meksykanina Michaela Lozadę. 3 maja 2007 odniósł swoje 22 zwycięstwo, nokautując Japończyka Nobuhito Honmo w ósmej rundzie. Siedem miesięcy później, w swojej ostatnie walce w 2007, pokonał Zaida Zavaletę (techniczny nokaut w 3 rundzie). 12 czerwca 2008 pokonał przez techniczny nokaut w siódmej rundzie Japończyka Takehiro Shimadę.
We wrześniu 2008 roku zrezygnował z tytułu mistrzowskiego w kategorii superpiórkowej i przeniósł się do kategorii lekkiej. Już w pierwszej walce w nowej kategorii wagowej, 4 kwietnia 2009 roku, pokonał przez techniczny nokaut w drugiej rundzie Antonio Pitaluę i zdobył wakujący tytuł mistrza świata WBC. 19 grudnia 2009 roku, w pierwszej obronie mistrzowskiego tytułu, pokonał przez techniczny nokaut Hectora Velazqueza, po tym jak Meksykanin nie wyszedł do walki w siódmej rundzie. W pierwszej walce w 2010 roku pokonał w dziewiątej rundzie tymczasowego mistrza świata WBC, Antonio DeMarco.

## Problemy zdrowotne
W lutym 2001 Valero miał wypadek motocyklowy. Doznał urazu czaszki (jechał bez kasku) i przeszedł operację usunięcia skrzepu. To zdarzenie opóźniło start jego kariery zawodowej. Różne organizacje bokserskie nie chciały dopuścić go do uprawiania boksu w obawie o jego zdrowie. Valero stwierdził jednak, że jego wenezuelski lekarz zezwolił mu na czynne uprawianie pięściarstwa i w lipcu 2002 stoczył swój pierwszy zawodowy bokserski pojedynek.
Jednakże na początku 2004 badania jego mózgu przed kolejną walką w Stanach Zjednoczonych nie wypadły pomyślnie i Valero otrzymał zakaz odbywania walk bokserskich na terenie USA do czasu aż jego badania lekarskie dadzą wynik pozytywny. W konsekwencji Wenezuelczyk kontynuował swoją karierę poza Stanami, głównie w Japonii. W 2008 roku został dopuszczony do walk w stanie Teksas.

## Morderstwo żony i śmierć
18 kwietnia 2010 został zatrzymany pod zarzutem morderstwa swojej żony, miesiąc wcześniej był oskarżany też o znęcanie się nad nią. Tego samego dnia przyznał się do zarzucanego mu czynu. 19 kwietnia 2010 popełnił samobójstwo, wieszając się w celi za pomocą swoich ubrań.